# Pierre Fabre
Pierre Fabre - французька фармацевтична група, створена в 1962 році П’єром Фабре, фармацевтом з Кастре. З травня 2018 року генеральним директором групи є Ерік Дюкорна, раніше директор Pierre Fabre Dermo-Cosmétique з 2012 року.
Група особливо присутня в галузі охорони здоров’я та краси, і вона в основному належить фонду, визнаному державною службою, Фонду П’єра Фабре після пожертви, зробленої його творцем у 2008 році. догляд та ліки для населення в найменш розвинених країнах, а також для населення, яке виключно потрапило у серйозні кризові ситуації. Група П'єра Фабре є підписантом Pacte PME.

## Історія
У 1962 році була створена група П'єра Фабра в Кастрі. Того ж року був розроблений перший венотонік Cyclo 3, перший препарат Групи. У 1963 році група П'єра Фабре придбала лабораторії Inava6 і були створені перші товари для здоров'я. У 1965 році він придбав лабораторії Klorane, які були відправною точкою для дермокосметичної діяльності. У 1968 році був відкритий перший дослідницький центр П'єра Фабра в Кастрі (CRPF) 7. У 1969 році П'єр Фабр придбав Laboratoires Ducray.
У 1970 році були створені перші іноземні дочірні компанії в Іспанії, Португалії, Італії та Німеччині. У 1977 році були створені Галенові лабораторії. У 1978 році П'єр Фабр придбав Рене Фуртерера.
У 1984 році створено Dermatologie Pierre Fabre (PFD). У 1986 році П'єр Фабр Япон був створений як спільне підприємство з Shiseido. У 1989 році Vinorelbine отримав дозвіл на продаж. Створено лабораторії Avene. У 1990 році відкрився спа-курорт Avene. Відкрито імунологічний центр П'єра Фабра в Сен-Жульєн-ан-Женевуа.
У 1996 році Navelbine отримав дозвіл на продаж. У 1999 р. у Тулузі було створено дослідницький центр природних речовин (CRSN) у партнерстві з CNRS. У 1998 році група Fabre перегрупувала свою діяльність у ЗМІ під назвою Sud Communication. У 2000 р. Було відкрито міжнародну штаб-квартиру дермокосметики Pierre Fabre у Лаваурі.
У 2001 році Navelbine оральним шляхом отримав дозвіл на продаж. У 2002 році Європейський центр досліджень шкіри та покриття епітелію (Cerper) відкрив свої двері в лікарні Сен-Жака в Тулузі. Того ж року П’єр Фабр придбав лабораторії Genesis, що базуються в США. У тому ж році в Сорезі був створений центр університету Карли, який пропонував навчальні послуги для медичних працівників (у 2008 році він став школою з підготовки медичних професій в Сорезі). У 2003 році з Cypress Bioscience було укладено угоду про розробку та комерціалізацію Milnacipran при синдромі фіброміалгії (FMS). Створена компанія Carla Services, яка пропонує послуги з підтримки розвитку та управління аптекою. У 2004 році була підписана угода про дослідження та розробки моноклонального антитіла F50035 із MSD у галузі раку. Бренд Avène запускається в Китаї. Створюються лабораторії Elusept.
У 2005 році столиця була відкрита для працівників компанії. Лабораторії Dolisos і Boiron зливаються. Група П'єра Фабра володіє 15% капіталу цієї нової компанії. Група оголошує, що візьме участь у Канцеропському Великому Суді-Оуесті, відкривши у 2009 році дослідницький центр, що об’єднав 700 людей. У листопаді 2005 року Sud Radio та Wit FM (що належать лабораторіям П'єра Фабре) були продані компанії групи Sudporters, підконтрольній орлеанській групі Start та спільній власності з Alouette des Herbiers та Scoop de Lyon, а також компанії FEDERI. У 2006 році П'єр Фабр придбав 70% бразильської компанії Darrow Laboratorios, яка спеціалізується на онкології та дермокосметичних продуктах. У 2007 році П'єр Фабр придбав у UCB Pharma асортимент безрецептурних препаратів та уклав угоду з німецькою дочірньою компанією Замбон щодо відновлення роботи та розподілу асортименту продукції. 29 серпня 2008 року П'єр Фабр оголосив, що передав 65% акцій своєї компанії Фонду П'єра Фабра, причому 6% надійшло працівникам. Група, яка проводила агресивну політику досліджень та розробок, що становить 250 мільйонів євро у фармацевтичному секторі (при обороті 500 мільйонів євро), близька до завищеної заборгованості. П'єр Фабр звертається до Жана-П'єра Гарньє, колишнього голови другої за величиною фармацевтичної групи у світі GlaxoSmithKline, і призначає його генеральним директором та головою правління П'єра Фабра SA. П'єр Фабр є головою наглядової ради П'єра Фабре SA.
1 вересня 2010 р. Олів'є Богуон замінив Жана-П'єра Гарньє, а через два місяці його замінив Жак Фабр, племінник засновника.

## Економічні та фінансові дані
Група налічує 10 000 співробітників, у тому числі понад 4 000 на південному заході Франції (2600 у Тарні) у 2008 році. Вона присутня у 130 країнах та забезпечує 49% обороту за кордоном. У 2012 році вона досягла обороту в розмірі 1,978 мільярда євро, який розбитий таким чином: 53% у дермокосметиці, 47% у сфері ліків та здоров’я сім’ї.
За даними Tribune, лише в 2011 році в регіоні Південні Піренеї було б 9 тис. Працівників
9 грудня 2014 року керівництво оголосило соціальний план із ліквідацією 551 посади до 2016 року.

## Групи підприємств
Група об’єднана у три види бізнесу: медицина, сімейне здоров’я / самолікування, дермокосметика.

### Ліки
Ліки, що відпускаються за рецептом, є історичною діяльністю групи. Pierre Fabre Médicament розвиває свою діяльність у таких різноманітних галузях, як психіатрія (Ixel), ревматологія (Structum), гінекологія, пневмологія (Theostat), урологія (Permixon), кардіологія та онкологія (Navelbine Oral, Javlor). Онкологія є флагманським напрямком досліджень і розробок П'єра Фабре, що передбачає значні інвестиції у дослідження та розробки Групи П'єра Фабра (майже 50% інвестицій у НДДКР).

### Здоров’я сім’ї
Самолікування за допомогою П’єра Фабре Санте в галузі імунітету, наркоманії, здоров’я сім’ї, руху, інфекційних захворювань та догляду за шкірою (продукти: Nicopatch, Nicopass, Revelatest, Drill, Percutaféine, Cliptol, Pédi-Relax, BiCirkan, Carbolevure…) .
Гігієна порожнини рота за допомогою засобів для догляду за порожниною рота Pierre Fabre (марки та засоби Elgydium, Eludril, Inava, Arthrodont, Eludel, Alibi та ін.).
Фітотерапія (особливо женьшень), ароматерапія та оздоровче дермо-харчування за допомогою Naturactive (продукти: Elusanes, Poconéol, Doriance, Phytaroma, Seriane та ін.).
Загальнодоступний вебсайт Mon Partenaire Santé був запущений в 2011 році за ініціативою П'єра Фабра. Він “прагне забезпечити користувачів Інтернету надійним вмістом, який регулярно оновлюється та пишеться медичними працівниками” на теми сімейного здоров’я (алергії, рак, контрацепція, дерматологія, діабет, біль, втома, харчування, фітотерапія, вакцинація ...) . Тут також пропонуються безкоштовні послуги (нагадування про прийом протизаплідних таблеток, пилковий бюлетень, дослідження наркотиків у компанії Vidal тощо). Мій партнер з питань охорони здоров’я має сертифікат HONcode, етичний кодекс, що вказує на бажання сайту публікувати корисний та правильний зміст для здоров’я.

### Дермокосметика
Дермокосметика - основний вид діяльності компанії з точки зору обороту. Через дермокосметику Pierre Fabre компанія пропонує продукти від дерматологічних рецептів до косметичних процедур. Дермокосметичні дослідження зосереджуються на чотирьох сферах: старіння, пігментація, запалення та бар’єрна функція шкіри.
Позначки:
Дерматологія П'єра Фабре;          Глітон;          Дюкра;         А-Дерма;          Avene;            Клоране;           Галенський;         Еланцил;          Рене Фуртерер;          Дерроу.

## Дослідження та розвиток
Група здійснила значні та стабільні інвестиції у НДДКР. У цій галузі працює понад 1400 співробітників. Портфоліо включає понад 20 медичних проектів у розробці та понад 100 дермокосметичних проектів.
Група П'єра Фабре також розвиває мережу співпраці з академічними установами або біотехнологічними компаніями та співпрацює з промисловими партнерами для вдосконаленої розробки продуктів, отриманих в результаті їх досліджень, та з метою збуту цих продуктів у глобальному масштабі.

## Партнерства

### державно-приватне партнерство
Європейський центр досліджень шкіри (CERPER) в Тулузі. Ця змішана лабораторія об’єднує лікарні Тулузи, Університет Поля Сабатьє та групу П’єра Фабра. Цей центр здійснює дослідницькі програми з питань шкіри, клітинної біології та біометрології;
Тулузький медичний науково-технічний інститут (ISTMT), центр, що спеціалізується на дослідженнях природних речовин. Продовжуючи партнерство, розпочате з CNRS з 1983 року, ISTMT об'єднує три змішані дослідницькі підрозділи;
Католицький інститут Тулузи: створення науково-дослідної кафедри з питань права, етики та охорони здоров'я.

### партнерство з виробниками
Тристороння угода між П'єром Фабре Медикаментом, Cypress Bioscience та Forest Inc. про розробку та комерціалізацію Мілнаципрану в США щодо позначення "Фіброміалгія";
Угода про дослідження та розробку, а також ліцензійна угода з Merck & Co. на програму моноклональних антитіл;
Комерційне партнерство з рівномірною компанією, яка продає продукти по догляду за шкірою для пацієнтів, які проходять протиракові лікування, та вступ до її столиці.

## Фонд П'єра Фабре
Фонд П'єра Фабре був створений П'єром Фабром, засновником лабораторій П'єра Фабра. Указом від 6 квітня 1999 року він визнаний державно-комунальним.
Його мета полягає у наданні можливості населенню найменш розвинених та країн, що розвиваються, та населенням, які постраждали від політичних, економічних чи природних криз, отримати доступ до основної медичної допомоги та загальновживаних ліків, визначених ВООЗ. Фонд П'єра Фабра працює у чотирьох сферах: підготовка фармацевтів, боротьба із серпоподібноклітинною хворобою, доступ до якісної допомоги та дерматологія в тропічних середовищах. У 2016 році вона створила обсерваторію електронного охорони здоров’я в країнах Півдня.
Без нащадків, П'єр Фабр віддає основну частину своїх акцій групі П'єра Фабра за життя, а решту - за заповітом. Таким чином, Фонд П'єра Фабре є фондом акціонерів, який володіє більшістю капіталу групи. Як основний акціонер групи, вона щороку отримує доходи від групи П'єра Фабра, головним чином у вигляді дивідендів.
Фонд очолює П'єр-Ів Револ з 2013 року.
У 2014 році Фонд П'єра Фабра переїхав до маєтку Ен Дойсе в Лаваурі, що є особистою власністю та заповітом П'єра Фабра.
1. 1 2 3  SIRENE